# Văn Đức Khuê
Văn Đức Khuê (文德奎, 1807-1864), trước tên là Giai, sau đổi là Khuê; là danh thần triều Nguyễn trong lịch sử Việt Nam.

## Tiểu sử
Văn Đức Khuê sinh năm Đinh Mão (1807) tại xã Quỳnh Đôi, huyện Quỳnh Lưu, tỉnh Nghệ An.
Sớm mồ côi cha, ông lớn lên là nhờ mẹ. Khoa Quý Mão (1843) đời Thiệu Trị, ông thi đỗ Cử nhân. Năm sau (1844), ông thi đỗ Tiến sĩ, được làm quan, dần trải tới chức Chưởng ấn tại triều.
Năm 1861 đời Tự Đức, Nam Kỳ bị quân Pháp xâm chiếm, ông vào quân thứ Gia Định, rồi nhận lệnh đi chiêu mộ quân nghĩa dũng. Sau đó, ông lần lượt được giữ các chức: Lang trung bộ Binh, Tán tương quân vụ sung hàm Hồng lô tự khanh, Tuyên phủ sứ Phú Yên, Biện lý bộ Hình.
Năm Quý Hợi (1863), quân của Tạ Văn Phụng hoành hành đánh phá ở Hải An (hay Hải Yên, gồm Hải Dương và Quảng Yên), ông được cử làm Tán lý quân vụ để cùng với Trương Quốc Dụng đi bình định.
Tháng 6 (âm lịch) năm 1864, đạo quân thứ Hải Yên đánh nhau với quân Tạ Văn Phụng tại La Khê (nay thuộc xã Tiền An, huyện Yên Hưng, tỉnh Quảng Ninh). Quan quân nhà Nguyễn thất thế, bị quân thủy bộ của đối phương vây kín. Hiệp thống Trương Quốc Dụng, Tán tương Trần Huy San và ông đều chết trận .
Theo Từ điển nhân vật lịch sử Việt Nam, sau khi Trương Quốc Dụng hy sinh, vì xúc động Văn Đức Khuê đã xua quân phản công, nhưng vì thế yếu, ông bèn tử tiết theo bạn , hưởng dương 57 tuổi, được truy tặng chức Bố chính sứ.
Ông nổi tiếng là người hiếu hạnh, thanh liêm và tài giỏi .

## Tưởng nhớ
Ghi nhận công lao và sự hy sinh của Văn Đức Khuê và Trương Quốc Dụng, năm 1877, dân làng La Khê đã lập đền thờ hai ông (có tên là đền Quan Đại). Trong đền có bức hoành phi "Công nhược Thái Sơn" (công lao như núi Thái Sơn) và nhiều đôi câu đối, trong đó có câu:
Hồng Lĩnh giáng thần, nho tướng khoa danh song tuyệt lĩnh;
Tiên Thành hợp miếu, trung thần tâm sự các thiên thu.
Nghĩa là:
Hồng Lĩnh giáng thần, nho tướng khoa danh hai đỉnh vút;
Tiên Thành hợp miếu, trung thần lòng sáng mãi nghìn thu .
Còn trong nhà thờ tổ họ Văn ở Quỳnh Lưu (Nghệ An), chân dung và linh vị của Văn Đức Khuê được đặt vào vị trí trân trọng nhất để cho con cháu luôn ghi nhớ .

## Sách tham khảo
- Quốc sử quán triều Nguyễn (Cao Xuân Dục làm Tổng tài), Đại Nam chính biên liệt truyện (bản dịch, trong bài gọi tắt là Chính biên). Nhà xuất bản Văn học, 2004.
- Quốc sử quán triều Nguyễn (Cao Xuân Dục làm Tổng tài), Quốc triều chính biên toát yếu (bản dịch, trong bài gọi tắt là Toát yếu). Nhà xuất bản Văn học, 2002.
- Nguyễn Q. Thắng-Nguyễn Bá Thế, Từ điển nhân vật lịch sử Việt Nam. Nhà xuất bản Khoa học xã hội, 1992.